# 김명기 (1936년)
김명기(權彛赫, 1936년 ~ 2023년 10월 1일)은 대한민국의 대학교수이다.

## 학력
- 배재고등학교 (졸업)
- 서울대학교 (법학 / 학사)
- 단국대학교 (법학 / 석사)
- 단국대학교 (법학 / 박사)

## 생애
그는 1936년 평양에서 태어나 배재고, 서울대 법학과를 졸업한 뒤 육군보병학교를 졸업하고 단국대학교 대학원을 졸업했다. 그리고 1965년부터 2001년까지 육사, 강원대, 명지대에서 강단에 섰다. 그는 교수 생활유 하면서 독도 영유권 문제에 관심을 갖었으며 '한일합방조약 부존재론과 독도의 법적 지위', '독도영유권 확립을 위한 연구', '남중국해 사건에 대한 상설중재재판소의 판정', '대일평화조약상 독도의 법적 지위' 등 주로 국제법 관점에서 한일합방조약이나 샌프란시스코조약 등과 독도영유권 문제의 관계를 살피는 데 힘을 쏟았다. 이후 2017년에는 영남대 독도연구소 독도연구총서 16권이 세종도서 학술부문(舊 문화광광부 우수학술도서)에 선정되기도 했다.

## 저서
- 독도의 영유권과 국제해양법
- 남중국해사건에 대한 상설중재재판소의 판정